# Cleópatra e João
Santa Cleópatra e seu filho São João vieram da aldeia de Edras, atual Daraa, Síria, e foram contemporâneos do mártir Varo, voluntariamente enforcado no Alto Egito durante a Grande Perseguição. Tomada por compaixão, a piedosa cristã Cleópatra, viúva de um oficial romano, trouxe o corpo de Varo para sua casa, onde o enterrou. Após o fim das perseguições, conseguiu retornar a Edra, aonde levou o corpo do mártir, em volta do qual a comunidade cristã local passou a se reunir buscando intercessão, até que Santa Cleópatra decidiu erigir uma igreja sobre as relíquias.
Após a morte de João, a esta altura um oficial romano, em 320, Cleópatra o viu em um sonho com Varo, em que este disse que orava por seus parentes pagãos e que seu filho fora salvo. Segundo o Prólogo de Ocrida, Varo aparecia frequentemente para Cleópatra, resplandescente como um anjo. Depois de sete anos, após ter distribuído sua propriedade aos pobres e passar seu tempo em oração e jejum, Santa Cleópatra faleceu, e foi sepultada na mesma igreja que erigira, junto a Santos Varo e João.
Cleópatra é comemorada pela Igreja Ortodoxa no dia 19 de outubro, junto de João, Varo e dos seis monges martirizados com Varo.